# Folkets Park, Bollnäs

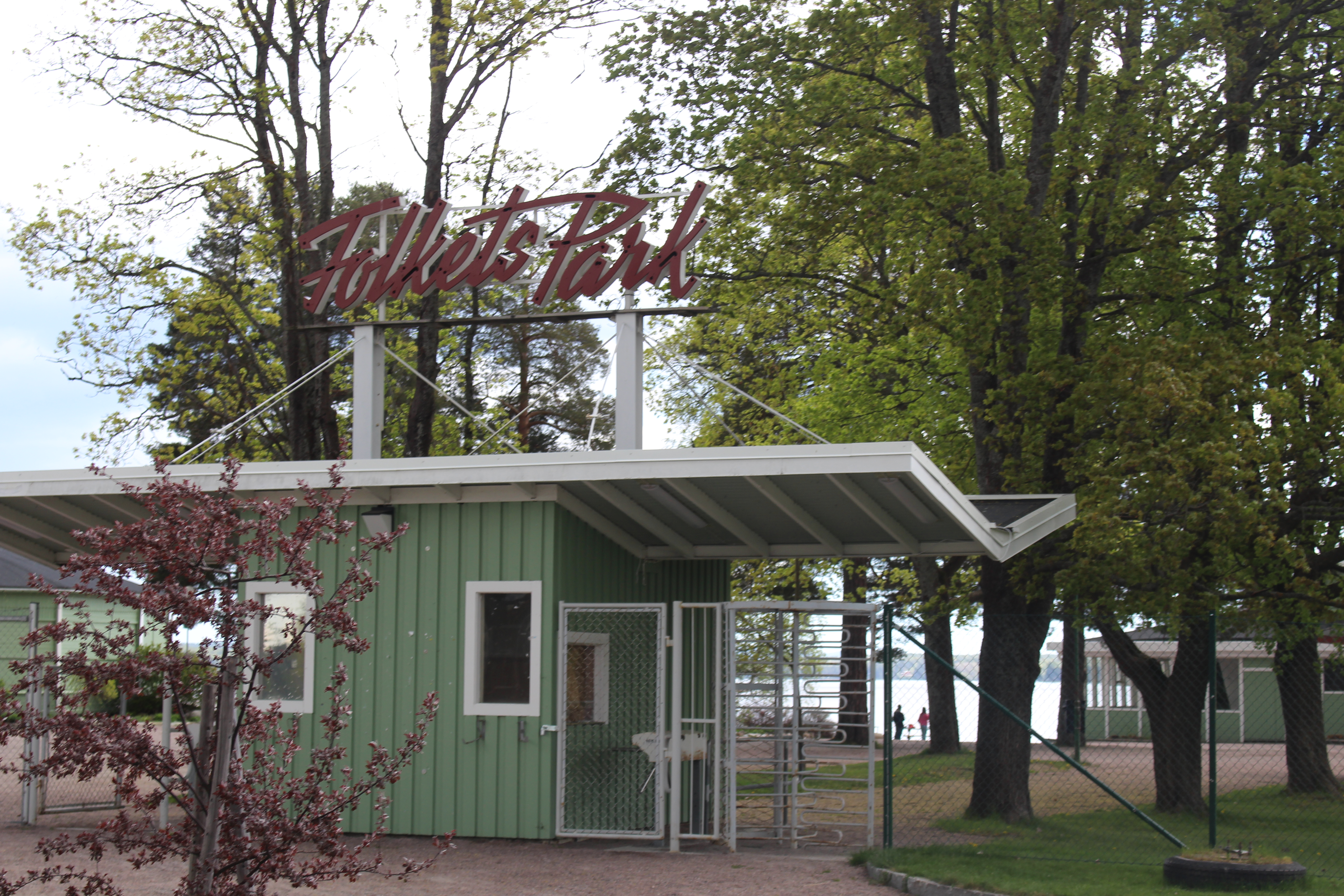
Entrén till Folkets Park, Långnäs, Bollnäs

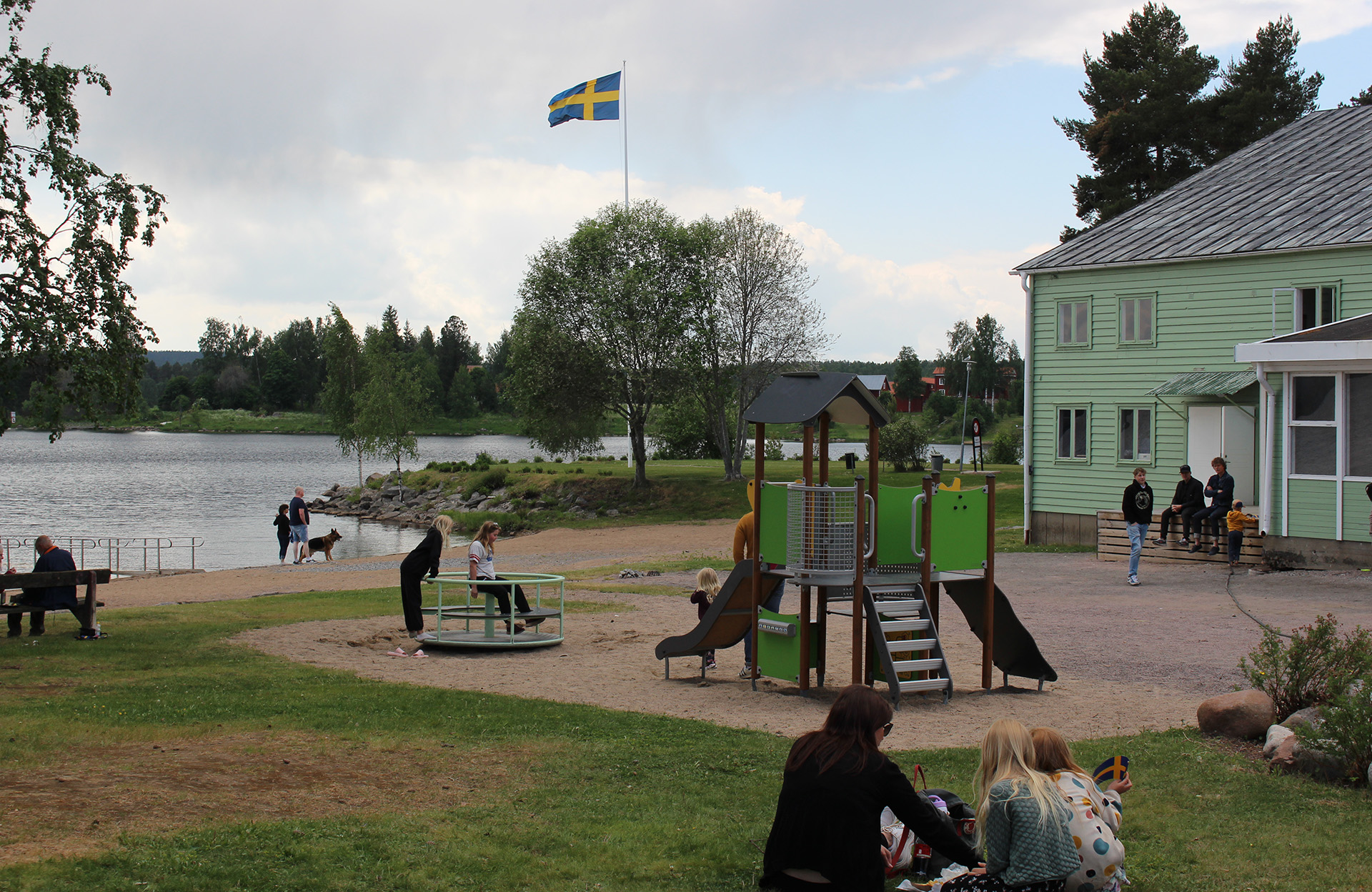
Lekparken i Folkets Park Långnäs, Bollnäs

Folkets Park är en folkpark i Bollnäs med anor från 1920-talet. Den ligger på Långnäs udde.
På Folkets Park anordnas evenemang sommartid. Folkets Park i Bollnäs drivs sedan 2022 av Kulturenheten Bollnäs kommun. Där finns en badplats med sandstrand och stora gräsytor. Stranden är tillgänglighetsanpassad med ramp ner i vattnet.

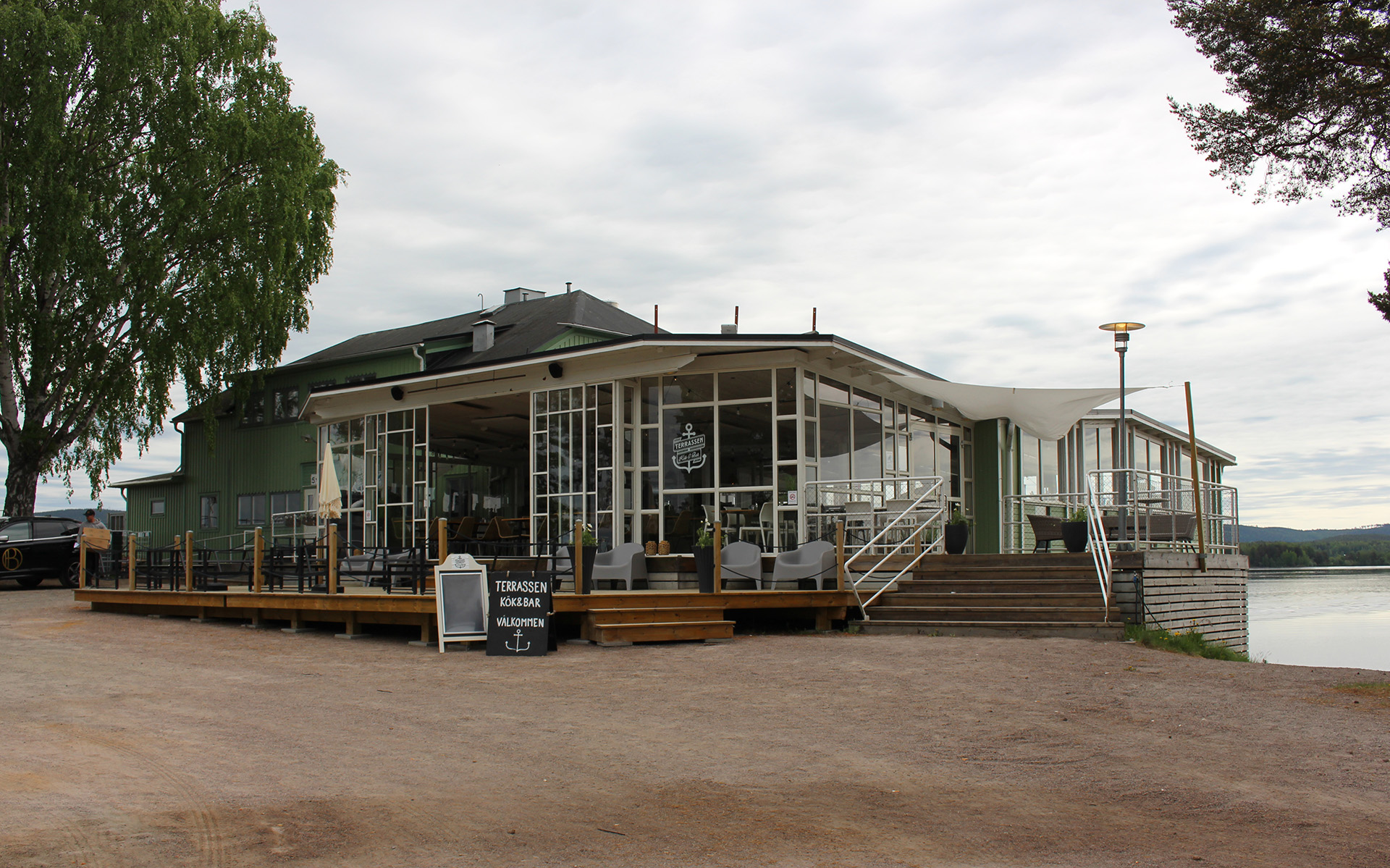
Terrassen, Folkets Park, Långnäs, Bollnäs

I parken finns flera byggnader. En av dem är Terrassen, en sommarrestaurang längst ut på Långnäs udde med utsikt mot sjön Varpen.